# Gare de Yamashiro-Taga
La gare de Yamashiro-Taga (山城多賀駅, Yamashiro-Taga-eki) est une gare ferroviaire localisée à Ide dans le district de Tsuzuki, préfecture de Kyoto. La gare est exploitée par la JR West.

## Service des voyageurs

### Desserte
Deux trains de la ligne Nara s'arrêtent à la gare de Yamashiro-Taga.
- Local (普通 Futsu)
- Regional Rapid Service (区間快速 Kukan-kaisoku)

Les trains Rapid service et Miyakoji Rapid Service ne s'arrêtent pas à la gare de Yamashiro-Taga.
| 1 | ■Ligne Nara | pour Uji et Kyoto |
| 2 | ■Ligne Nara | pour Kizu et Nara |

| Direction Kyoto  |  | JR West Ligne Nara                                         |  | Direction Nara |
| Yamashiro-Aodani |  | Local 普通 Futsū                                           |  | Tamamizu       |
| Yamashiro-Aodani |  | Regional Rapid Service 区間快速 Kukan-kaisoku              |  | Tamamizu       |
| Pas de service   |  | Rapid Service 快速 Kaisoku                                 |  | Pas de service |
| Pas de service   |  | Miyakoji Rapid Service みやこ路快速 Miyakoji Rapid Service |  | Pas de service |